# 大山乳業農業協同組合
大山乳業農業協同組合（だいせんにゅうぎょうのうぎょうきょうどうくみあい）は、鳥取県東伯郡琴浦町に本所を置く専門農協である。

## 概要
生乳の生産、処理、販売を一貫して行い、生産された製品は「白バラ」ブランドで中国地方・近畿地方・九州地方に販路を広げている。生乳、乳製品のほかアイスクリーム、洋生菓子も製造販売しており、またレストランも経営している。また、生協のプライベートブランド（PB)による生産も手がける。中国自動車道や山陽自動車道のサービスエリア・パーキングエリアの売店のほとんどで白バラ製品を取り扱っている。

## 主な製品

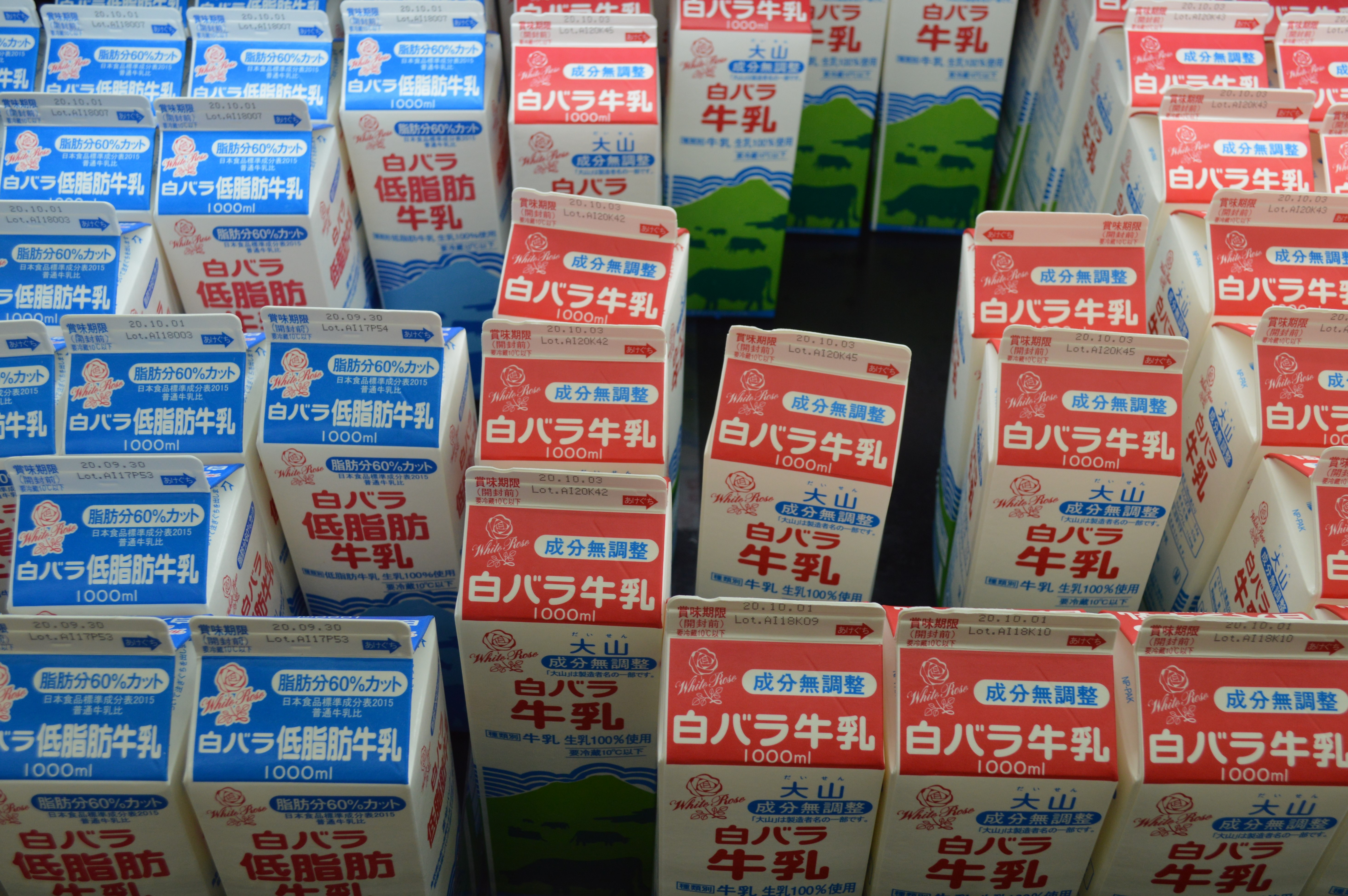
白バラ牛乳

- 生乳
  - 白バラ牛乳
  - 白バラ3.6牛乳
  - 白バラ低脂肪乳
  - 白バラおいしい牛乳
  - 特選大山山麓

- 乳飲料
  - 白バラフルーツ
  - 白バラコーヒー
  - 白バラ抹茶
  - 白バラからだにカルシウム
  - 白バラおいしいカフェ・オ・レ
- アイスクリーム

- ヨーグルト
  - 白バラヨーグルト
  - 白バラのむヨーグルト
  - 白バラ生乳ヨーグルト
  - 大山高原生クリームヨーグルト

- 洋菓子
  - 白バラシュークリーム
  - 白バラプリン
  - みるくまんじゅう
  - 大福
  - 大山バウム

- その他乳製品
  - 大山バター
  - 大山純正生クリーム

その他